# Ipolito Fenukitau
Pas d'image ? Cliquez ici

a Compétitions nationales et continentales officielles uniquement.

b Matchs officiels uniquement.
Dernière mise à jour le 9 janvier 2023.
Ipolito Fenukitau, né le 22 juillet 1972 aux Tonga, est un joueur de rugby à XV international tongien. Il évolue entre 1993 et 2003 au poste de troisième ligne aile ou troisième ligne centre (1,88 m pour 105 kg).

## Biographie
Ipolito Fenukitau est né et formé aux Tonga. Il est le cousin du treiziste australo-tongien Willie Mason. De plus, il est également le cousin des joueurs de rugby à XV internationaux australiens Saia et Anthony Fainga'a Vunipola.
Il honore sa première cape internationale en équipe des Tonga le 29 mai 1993 contre l'équipe des Samoa. Plus tard la même année, il participe à une tournée en Australie avec sa sélection, où il affronte notamment la sélection régionale de l'ACT à Canberra. Il est alors repéré par le club amateur local des Queanbeyan Whites (en), et il rejoint cete équipe dès l'année suivante, après avoir émigré en Australie.
Il joue plusieurs saisons avec ce club, basé à Queanbeyan, disputant l'ACTRU Premier Division. Il joue également avec la sélection régionale de la capitale, les ACT Kookaburras,. Il fait partie de l'équipe qui parvient à vaincre l'Argentine en avril 1995. À côté du rugby, il exerce le métier d'ouvrier.
En sélection, il est retenu dans l'effectif tongien pour disputer la Coupe du monde 1995 en Afrique du Sud. Il joue deux matchs lors de la compétition, affrontant alors la France et l'Écosse,. La fin de la compétition marque le début d'une d'absence de Fenukitau en sélection d'une durée de près de sept ans.
En 1996, alors que le rugby se professionnalise, il rejoint les ACT Brumbies au sein du nouvellement créé Super 12. Il est titulaire en troisième ligne aile à l'occasion du premier match de l'histoire de la franchise, le 5 mars 1996 contre les Sud-africains du Transvaal. Il est alors l'un des deux seuls étrangers de l'équipe, avec son compatriote Elisi Vunipola. Avec la franchise de Canberra, il participe aux finales 1997 et 2000, qui seront toutes les deux perdues. Il joue un total de cinq saisons avec les Brumbies, disputant plus de cinquante matchs. Durant son passage, il fait partie d'une troisième ligne très compétitive, avec notamment les internationaux australiens Owen Finegan, Brett Robinson ou Troy Coker. En raison de cette concurrence, il est régulièrement remplaçant, mais se distingue par la qualité de ses entrées en jeu, souvent décisives, et reçoit alors le surnom de «Super Sub» (Super remplaçant),.
Pendant son passage en Australie, il représente la sélection australienne à sept à l'occasion des Jeux du Commonwealth de 1998 à Kuala Lumpur. Son équipe, menée par David Campese, remporte la médaille de bronze.
Après avoir quitté les Brumbies en 2000, il rejoint le club japonais des Ricoh Black Rams,. Il joue six saisons avec cette équipe, d'abord dans le Tournoi national des sociétés, puis en Top League à partir 2003.
En 2002, après sept années passées éloignées de la sélection tongienne, il fait son retour à l'occasion d'un test-match contre le Japon à Kumagaya. L'année suivante, il est sélectionné dans le groupe tongien pour la Coupe du monde 2003 en Australie. Sa participation au mondial est toutefois un temps remise en question à cause de ses sélections avec l'équipe d'Australie à sept, avant qu'il ne reçoive une autorisation de la part de l'IRB. Il dispute en tant que titulaire les quatre matchs de son équipe lors de la compétition. Il connaît sa dernière sélection lors du dernier match de la phase de poule, contre l'équipe du Canada le 29 octobre 2003.
En 2006, il rejoint pour une saison le club des Yamaha Júbilo, restant en Top League,. Il dispute ensuite une dernière saison au niveau professionnel avec les Kintetsu Liners, avant de rentrer vivre à Canberra,.
À son retour en Australie, il continue à jouer deux ans au niveau amateur, avec le club des Tuggeranong Vikings en ACTRU Premier Division,. Il joue également un tournoi aux Bermudes avec les Classic Wallabies (sélection de vétérans australiens) en 2008.
Après la fin de sa carrière de joueur de rugby, il occupe un emploi dans la sécurité à hôpital de Canberra.

## Palmarès

### En club
- Finaliste du Super 12 en 1997 et 2000 avec les Brumbies.

### En équipe nationale
- 18 sélections avec l'équipe des Tonga
- 15 points (3 essais)
- Nombre de sélections par année :  5 en 1993, 2 en 1994, 4 en 1995, 3 en 2002 et 4 en 2003.

En coupe du monde :
- 1995 : 2 sélections (France, Écosse)
- 2003 : 4 sélections (Italie, pays de Galles, Nouvelle-Zélande, Canada)